# Resident Evil 4 (videogioco 2023)
Resident Evil 4, conosciuto in Giappone con il titolo di Biohazard RE:4 (バイオハザード RE:4?, Baiohazādo RE:4), è un videogioco survival horror del 2023, sviluppato e pubblicato dalla casa di sviluppo giapponese Capcom per PlayStation 5, Xbox Series X/S, PlayStation 4, Microsoft Windows, MacOS, IPad e IPhone. Si tratta del remake di Resident Evil 4 pubblicato nel 2005 per Nintendo GameCube e PlayStation 2 e sequel del videogioco Resident Evil 3 del 2020.
Il gioco riprende le vicende di Leon Scott Kennedy dopo gli avvenimenti del secondo capitolo ambientato a Raccoon City. Questa volta Leon si troverà a dover salvare la figlia del presidente americano da Lord Osmund Saddler, malvagio leader di una setta in una cittadina rurale al confine tra Spagna e Portogallo.

## Trama
2004. Sei anni dopo la distruzione di Raccoon City e in seguito a un duro addestramento sotto la guida del maggiore Jack Krauser, Leon Scott Kennedy è diventato un agente al servizio del Presidente americano. In seguito al rapimento di Ashley Graham, figlia di quest'ultimo, Leon viene inviato in un villaggio rurale al confine tra Spagna e Portogallo per salvarla, con l'assistenza remota di Ingrid Hunnigan. Poco dopo il suo arrivo, tuttavia, Leon e la sua scorta vengono attaccati dagli abitanti del villaggio, che sembrano aver perso la propria volontà e si comportano come zombi. I due agenti di scorta vengono brutalmente ammazzati, e Leon rimane da solo a portare avanti la missione.
Durante la sua esplorazione, Leon scopre che gli abitanti del villaggio sono stati infettati con un parassita denominato Las Plagas, scoperto secoli addietro e tenuto fino a quel momento nascosto a causa dei suoi effetti nefasti; esso era però stato riscoperto da una setta, Los Illuminados, e somministrato ai cittadini per renderli schiavi. Più avanti Leon incontrerà Luis Serra, uno stravagante agente in passato al servizio della Umbrella Corporation; i due vengono attaccati e imprigionati dal capovillaggio, Bitores Méndez, che inietta a Leon il parassita. I due agenti riescono a sfuggirgli e si separano; Luis si imbatterà quindi Ada Wong, che all'insaputa di Leon si trova in quella stessa zona per una missione parallela.
Leon riesce a ritrovare Ashley e scopre che a sua volta la ragazza è stata contaminata con Las Plagas; i due vengono inseguiti da Méndez, ma Leon si batte contro di lui e lo uccide. L'elicottero venuto a prelevare Leon e Ashley, tuttavia, non può atterrare a causa del maltempo, così i due sono costretti ad attraversare il castello di Lord Ramon Salazar, ultimo discendente di una nobile famiglia che dominava il villaggio, al cui interno si trova la base degli Illuminados; Salazar rapisce nuovamente Ashley, e Leon deve correre in suo aiuto. Leon si riunisce dapprima ad Ada e poi a Luis, che gli dona un antidoto in grado di ritardare l'effetto del parassita: gli spiega che in passato è stato uno scienziato presso la Umbrella Corporation, e che vuole fare ammenda per le terribili azioni da lui compiute; se riusciranno a raggiungere il suo laboratorio, Luis sarà in grado di estirpare definitivamente il parassita dal suo corpo e da quello di Ashley. I due attraversano le miniere sotto il castello, ma poco prima di raggiungere Salazar Luis viene pugnalato da Krauser, che si è unito agli Illuminados. Leon e Krauser ingaggiano una lotta, ma Luis riesce a ferire il maggiore costringendolo ad abbandonare la battaglia. Prima di morire, Luis dà a Leon la chiave del suo laboratorio e gli chiede di distruggere gli Illuminados e Las Plagas.
Tornato al castello, Leon combatte contro Salazar, a sua volta trasformato in mostro dal parassita, e riesce a ucciderlo; tuttavia Krauser porta Ashley su un'isola trasformata in laboratorio per la ricerca e la coltura della Plagas. Dopo molte traversie Leon riesce a raggiungere Ashley, ma i due vengono fermati da Lord Osmund Saddler, santone a capo degli Illuminados; questi, per tramite del parassita, riesce a controllare i loro corpi e, messo fuori gioco Leon, porta via Ashley. Leon si rimette alla sua ricerca e incontra di nuovo Krauser, che gli spiega di aver rapito Ashley a causa del suo risentimento contro il governo americano, reo di aver mal condotto l'Operazione Javier, in cui tutti i suoi uomini rimasero uccisi, e di averla portata nel villaggio perché Saddler la contaminasse con la Plagas per poi infettare anche suo padre e tenerlo sotto controllo. Krauser, inoltre, ha assunto il parassita e lo usa per mutare se stesso in un mostro imbattibile; Leon, tuttavia, riesce ad avere la meglio e ucciderlo.
Leon ritrova nuovamente Ashley, ma viene attaccato da Lord Saddler; a quel punto interviene Ada, che attacca il santone permettendo ai due di raggiungere il laboratorio di Luis e di rimuovere così i parassiti dal loro organismo. Mentre tentano di scappare dall'isola, Leon salva Ada da Saddler, il quale si trasforma in un orrendo mutante. I due agenti uniscono le forze per sconfiggerlo in un'estenuante battaglia. Una volta sconfitto, Saddler lascia cadere una fiala di Plagas: Ada la raccoglie e scappa via in elicottero, mentre Leon e Ashley fuggono dall'isola in procinto di esplodere a bordo di una moto d'acqua.
In una scena post-credits Ada contatta Albert Wesker, che l'ha mandata in missione, e gli chiede a cosa gli serva la fiala; l'uomo promette che grazie a essa sorgerà una nuova alba per l'umanità, al costo però del sacrificio di miliardi di vite umane. Sdegnata, Ada decide di disertare e dirotta l'elicottero altrove.

## Strade separate
Poco prima dell'arrivo di Leon, Ada libera Luis dalla prigione di Salazar perché egli le consegni la fiala di ambra di Plaga che aveva già nascosto per lei, ma viene infettata da un parassita che funge da localizzatore da uno degli scagnozzi di Salazar, Pesanta. Mentre tenta di riunirsi con Luis ed eludere la creatura, Ada assiste segretamente Leon nella sua lotta contro gli Illuminados. Mentre la sua infezione peggiora, il mandante sempre più impaziente di Ada, Albert Wesker, la controlla periodicamente. Alla fine la donna si riunisce con Luis nuovamente nel castello, che si rende conto di essere infetta e la convince a raccogliere gli ingredienti per un farmaco soppressore per fermare temporaneamente le infezioni di lei, Leon e Ashley. A complicare le cose, le condizioni di Ada peggiorano in presenza dell'ambra una volta recuperata da Luis, costringendo la coppia a separarsi nuovamente fino a quando il suo soppressore fa l'effetto desiderato benché in ritardo, avendo quindi il vantaggio di eludere di nuovo Pesanta in modo che l'incubo che l'infezione di questa produce ad occhi aperti, non prenda il sopravento durante il futuro e definitivo scontro. Mentre Luis aiuta Leon e Ashley, Ada abbatte finalmente Pesanta, facendole vomitare il suo parassita e dopo averlo ucciso, cerca di ritrovare Luis, solo per scoprire che Krauser lo ha ferito mortalmente sottraendogli l'ambra.
Ada aiuta Leon a raggiungere la struttura dell'Isola degli Illuminados prima di attaccargli segretamente un localizzatore e separarsi per trovare Krauser che osservandolo in lontananza quest'ultimo consegna l'ambra a Saddler prima che Wesker le fornisca un dispositivo per aiutarla a bypassare la sicurezza della struttura. Scoprendo che anche Wesker intende far esplodere l'isola, indipendentemente dalla sopravvivenza di Ashley, Ada usa i file di Luis per sabotare le bombe prima di usare il localizzatore di Leon per localizzare Saddler. La donna salva Leon e Ashley (che successivamente rimuoveranno il loro parassita) sconfiggendo Saddler, ma lui la coglie alla sprovvista e la cattura. Leon alla fine salva Ada, che si unisce a lui nell'uccidere Saddler prima di recuperare l'ambra. Quando se ne va, contatta Wesker per chiedergli quali sono le sue intenzioni. Quando l'uomo promette che una nuova alba sorgerà al costo di miliardi di vittime, Ada sdegnata costringe il suo pilota a cambiare rotta.
Wesker viene a sapere del tradimento di Ada e che l'isola è ancora intatta a causa delle bombe che non sono esplose correttamente. Infatti lui non si è mai fidato di lei, e dopo aver ottenuto il corpo infetto di Jack Krauser, Wesker proclama che "l'era dell'uomo" finirà presto.

## Doppiaggio
- Leon Scott Kennedy - doppiato in originale da Nick Apostolides e in italiano da Alessandro Rigotti.
- Ashley Graham - doppiata in originale da Genevieve Buechner e in italiano da Laura Cherubelli
- Lord Osmund Saddler - doppiato in originale da Christopher Jane e in italiano da Claudio Beccari.
- Luis Serra Navarro - doppiato in originale da André Pena e in italiano da Matteo De Mojana.
- Ada Wong - doppiata in originale da Lily Gao e in italiano da Elena Mancuso.
- Jack Krauser - doppiato in originale da Mike Kovac e in italiano da Ruggero Andreozzi.
- Ramón Salazar - doppiato in originale da Marcio Moreno e in italiano da  Dario Sansalone.
- Albert Wesker - doppiato in originale da Craig Burnatowski e in italiano da Alberto Onofrietti.
- Ingrid Hunnigam - doppiata in originale da Raylene Harewood e in italiano da Francesca Tretto
- Mercante - doppiato in originale da Michael Adamthwaite e in italiano da Gianluca Iacono.

## Sviluppo
Il motore grafico del gioco è il RE Engine, lo stesso utilizzato precedentemente per i nuovi capitoli Resident Evil 7, Resident Evil Village, e per i remake Resident Evil 2 e Resident Evil 3.